# Вилкокс (Небраска)
Вилкокс (енгл. Wilcox) град је у америчкој савезној држави Небраска.

## Демографија
По попису из 2010. године број становника је 358, што је 2 (-0,6%) становника мање него 2000. године.
| Група             | 2000.       | 2010.       |
| Белци             | 356 (98,9%) | 348 (97,2%) |
| Афроамериканци    | 0 (0,0%)    | 1 (0,3%)    |
| Азијати           | 0 (0,0%)    | 0 (0,0%)    |
| Хиспаноамериканци | 1 (0,3%)    | 5 (1,4%)    |
| Укупно            | 360         | 358         |